# Bactériorubérine
La bactériorubérine est un terpénoïde tétra-hydroxylé à 50 atomes de carbone. Il s'agit d'un pigment biologique de couleur pourpre qui, avec la bactériorhodopsine, confère aux archées halophiles telles qu’Halobacterium salinarum leur couleur caractéristique. Elle agit comme antioxydant afin de protéger l'ADN des dommages causés par les dérivés réactifs de l'oxygène.
Ce caroténoïde se distingue par ses capacités antioxydantes exceptionnelles mais n'est pas destiné à remplacer les caroténoïdes existants. Sa capacité antioxydante prometteuse le positionne comme un acteur clé sur le futur marché des caroténoïdes.
La bactériorubérine et ses rares dérivés glycosylés sont produits par Arthrobacter agilis comme stratégie d'adaptation aux conditions de basse température. Les propriétés antioxydantes élevées de la bactériorubérine sont très prometteuses pour différentes applications futures comme les industries pharmaceutiques et alimentaires.